# Warrior Games

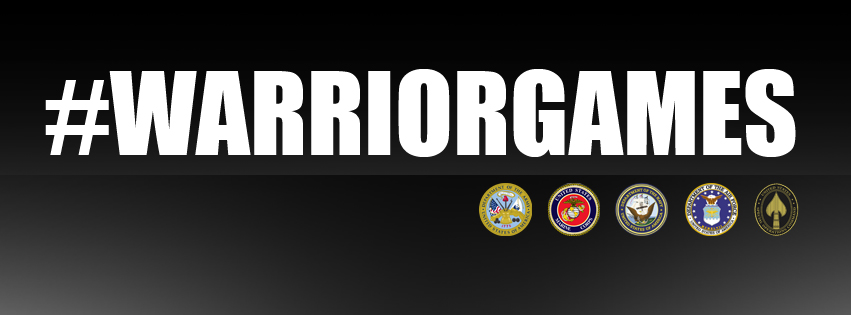
1. Warrior Games

De Warrior Games is een paralympisch multisportevenement voor Amerikaanse militairen en veteranen die psychisch en/of lichamelijk gewond zijn geraakt in het  leger. Het wordt georganiseerd door het Amerikaanse ministerie van Defensie (DoD).

## Geschiedenis
De Warrior Games is een jaarlijks terugkerend evenement, dat bestaat sinds 2010. Tot 2014 werden ze georganiseerd door het Nationaal Olympisch Comité van de Verenigde Staten in Colorado Springs. Vanaf 2015 worden de spelen georganiseerd door het Ministerie van Defensie. Het aantal deelnemers is ongeveer 250. De Britse prins Harry opende de spelen in 2013. Hij had destijds de rang van kapitein in het Britse leger en was helikopterpiloot. Deze spelen inspireerden hem voor de Invictus Games. 
| jaar      | Locatie                     | Oranisator                          |
| --------- | --------------------------- | ----------------------------------- |
| 2010-2014 | Colorado Springs            | United States Olympic Committee     |
| 2015      | Quantico, Virginia          | United States Department of Defense |
| 2016      | West Point, New York        | United States Army                  |
| 2017      | Chicago, Illinois           | United States Navy                  |
| 2018      | Air Force Academy, Colorado | United States Air Force             |
| 2019      | Tampa Bay, Florida          | U.S. Special Operations Command     |

## Referentie
Dit artikel of een eerdere versie ervan is een (gedeeltelijke) vertaling van het artikel Warrior Games op de Engelstalige Wikipedia, dat onder de licentie Creative Commons Naamsvermelding/Gelijk delen valt. Zie de bewerkingsgeschiedenis aldaar.